# Ricardo Urbina (Schachspieler)
Ricardo Urbina (* 1. Juli 1977) ist ein honduranischer Schachspieler. Er ist der erste und einzige Schachspieler seines Landes mit dem vom Weltschachbund FIDE verliehenem Titel Internationaler Meister. Diesen erhielt er für seinen geteilten zweiten Platz beim Subzonenturnier in San José, Costa Rica im September 2004. Das Turnier wurde vom costa-ricanischen Großmeister Alejandro Ramírez gewonnen.
Die honduranische Einzelmeisterschaft gewann er 2003 in Tegucigalpa. Mit der honduranischen Nationalmannschaft nahm er an der Schacholympiade 2004 in Calvià teil und hatte dort mit 7 Punkten aus 13 Partien am dritten Brett ein positives Ergebnis. Bei der zentralamerikanischen Einzelmeisterschaft 2007 in San Salvador belegte er den vierten Platz. Am zweiten Brett der honduranischen Nationalmannschaft spielte er bei der Schacholympiade 2010 in Chanty-Mansijsk.
Seine Elo-Zahl beträgt 2212 (Stand: Juni 2021), damit liegt er auf dem dritten Platz der honduranische Elo-Rangliste, die er zuletzt im September 2018 angeführt hat. Seine bisher höchste Elo-Zahl war 2297 im Dezember 2012.